# Ellis Regina (álbum)
Ellis Regina é o terceiro álbum de estúdio da cantora brasileira Elis Regina, lançado em 1963. Sob a direção orquestral de Luiz Astor da Silva. O álbum contem 12 faixas.

## Contexto
Grande parte do crédito pela abordagem da Elis Regina ao samba e a música popular brasileira vai para o arranjador Astor Silva, que na época era o diretor-chefe da Columbia Brasileira e que, no mesmo período, lançava os primeiros discos do Roberto Carlos.

## Recepção critica
| Críticas profissionais | Críticas profissionais |
| Avaliações da crítica  | Avaliações da crítica  |
| Fonte                  | Avaliação              |
| ---------------------- | ---------------------- |
| All Music Guide        | [ 5 ]                  |

John Bush, do AllMusic, analisou positivamente o álbum. Falando que o álbum "mostra a jovem vocalista em um estágio avançado de arte, confiante e vibrante ao longo do álbum, e com controle supremo de sua voz".

## Faixas
| Lado A |                                                   |                                                                          |         |  |
| N.º    | Título                                            | Compositor(es)                                                           | Duração |  |
| 1.     | "A Virgem de Macarena (La Virgen de la Macarena)" | Bernardino Bautista Monterde / Antonio Ortiz Calero / Versão: A. Bourget | 2:53    |  |
| 2.     | "Tango Italiano"                                  | Walter Malgoni / Luciano Beretta / Bruno Pallesi / Romeo Nunes           | 3:15    |  |
| 3.     | "Dengosa"                                         | Castro Perret                                                            | 2:46    |  |
| 4.     | "Formiguinha Triste"                              | Joãozinho                                                                | 2:25    |  |
| 5.     | "Tristeza de Carnaval"                            | Mutinho / Bidu Reis                                                      | 3:00    |  |
| 6.     | "Outra Vez (Again)"                               | Docas Cochran / Lionel Newman / Versão: Osvaldo Santiago                 | 3:03    |  |

| Lado B         |                     |                                                                   |         |  |
| N.º            | Título              | Compositor(es)                                                    | Duração |  |
| 1.             | "Silêncio"          | Túlio Piva                                                        | 2:40    |  |
| 2.             | "1, 2, 3, Balançou" | Nazareno de Brito / Alcyr Pires Vermelho                          | 2:26    |  |
| 3.             | "À Noite (Tonight)" | Stephen Sondheim / Leonard Bernstein / Versão: Roberto Côrte Real | 2:48    |  |
| 4.             | "Ressureição"       | Marino Pinto / João Pernambuco                                    | 3:22    |  |
| 5.             | "Flertei"           | Castro Perret                                                     | 2:43    |  |
| 6.             | "Adeus Amor"        | Almeida Rêgo / Newton Ramalho                                     | 2:25    |  |
| Duração total: | Duração total:      | Duração total:                                                    | 33:46   |  |